# 盧安京加河
盧安京加河（Luanginga）是非洲國家的河流，屬於贊比西河的右支流，河道全長約500公里，發源自安哥拉莫希科省，最終在贊比亞西部注入贊比西河。
14°10′S 22°00′E / 14.167°S 22.000°E